# Metallea setiventris
Metallea setiventris är en tvåvingeart som beskrevs av James 1964. Metallea setiventris ingår i släktet Metallea och familjen Rhiniidae.
Artens utbredningsområde är Nepal. Inga underarter finns listade i Catalogue of Life.